# Axylia corrupta
Axylia corrupta är en fjärilsart som beskrevs av Achille Guenée 1852. Axylia corrupta ingår i släktet Axylia och familjen nattflyn. Inga underarter finns listade i Catalogue of Life.